# Witmarsum (Súdwest-Fryslân)
Witmarsum (westfriesisch Wytmarsum) ist ein Ort in der im Norden der Niederlande gelegenen Gemeinde Súdwest-Fryslân (Provinz Friesland). Bis 2010 war er der Verwaltungssitz der aufgelösten Gemeinde Wûnseradiel.

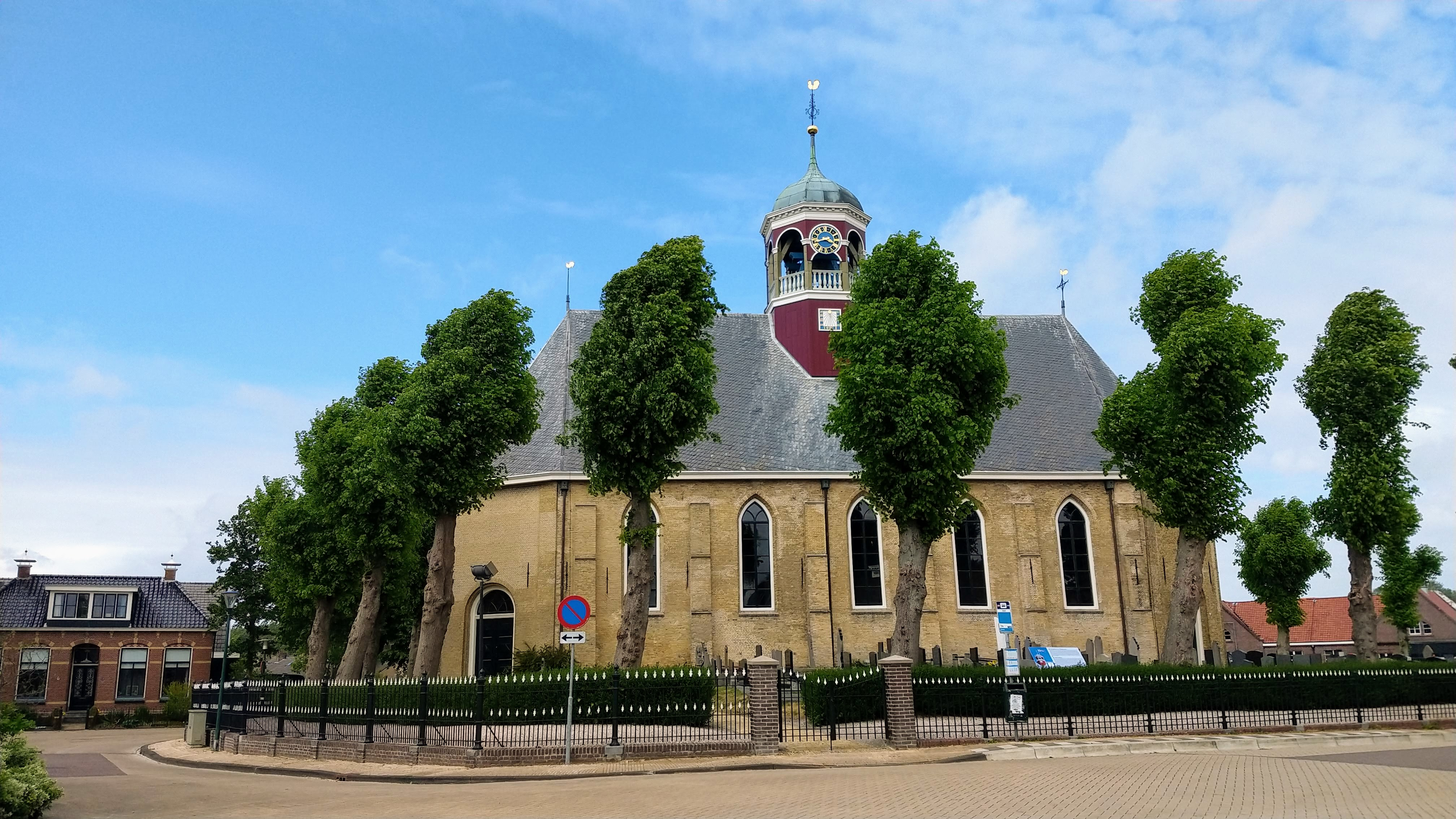
Koepelkerk in Witmarsum

Der kleine Ort mit 1.795 Einwohnern (Stand: 1. Januar 2024) ist der Geburts- und Wirkungsort von Menno Simons, einem Mitbegründer der sich zur Freikirche der Mennoniten entwickelnden Täuferbewegung. 1536 vollzog er als Pfarrer der Ortskirche den Schritt zum Täufer.

## Töchter und Söhne der Gemeinde
- Menno Simons (1496–1561), wichtiger Führer der Täufer
- Pim Mulier (1865–1954), niederländischer Sportpionier